# Trampot
Trampot es una comuna francesa situada en el departamento de Vosgos, en la región de Gran Este.

## Demografía
| 210 | 204 | 167 | 159 | 150 | 126 | 97 |
| Para los censos de 1962 a 1999 la población legal corresponde a la población sin duplicidades (Fuente: INSEE [Consultar]) |     |     |     |     |     |    |